# Ignacio Bauer Landauer
Ignacio Bauer Landauer (Madrid, 1891-Basilea, 1961) fue un empresario, académico, activista judío y político español, que llegó a ser secretario general del Patronato nacional del Turismo. Miembro de la  familia Bauer, a lo largo de su vida llegó a desarrollar numerosas actividades. Fue fundador y presidente de la Real Academia de Doctores de España y fundador de la Compañía Iberoamericana de Publicaciones (CIAP). También tuvo un papel relevante en el seno de la comunidad judía de Madrid, la cual llegó a presidir durante varias décadas.

## Biografía
Nacido el 16 de mayo de 1891 en Madrid, era hijo de Gustavo Bauer Morpurgo y de Rosa Landauer Morpurgo. Nieto del banquero Ignacio Bauer, de origen judeo-húngaro, y representante en Madrid de los intereses de la familia Rothschild desde 1848, se doctoró en letras, y desde temprana edad ocupó cargos públicos: fue miembro de la Real Academia de la Historia y ejerció como Cónsul general de Finlandia en Madrid. En 1923 fue elegido diputado a Cortes, y ejercería como concejal del Ayuntamiento de Madrid entre 1922 y 1931. Consecuencia de la posición que ocupaba, mantuvo relaciones con la alta sociedad española, así como con destacados intelectuales y miembros de la clase política. Llegó a trabar amistad con el monarca Alfonso XIII.
A la muerte de su padre, en 1916, tanto Ignacio como su hermano Alfredo pasaron a ocuparse del negocio familiar —la casa Bauer— y de la gestión de las inversiones que la familia Rothschild tenía en España. Sin embargo, a diferencia de su hermano Alfredo, Ignacio se dedicó más a las cuestiones literarias y académicas que a los negocios empresariales. Esta afición le llevaría en 1924 a ser uno de los fundadores de la Compañía Iberoamericana de Publicaciones (CIAP), junto a Manuel L. Ortega. En pocos años la editorial Iberoamericana se convirtió en una de las empresas más importantes de su género, acaparando en algunos casos concretos el 90% del mercado.
En 1920 se constituyó la Comunidad judía de Madrid, pasando a ser presidida por Ignacio Bauer; de hecho, estaría al frente de la misma durante varias décadas. En 1927 fundó la Compañía Agrícola del Lukus para el cultivo de naranjas en Larache, en el Marruecos español.
La casa Bauer se vio muy afectada por el Crack de 1929, lo que se tradujo en la quiebra de muchos de los negocios que tenían. Hacia 1931 la CIAP quebró consecuencia de la mala situación económica que arrastraba. El patrimonio personal de Ignacio Bauer se vio muy afectado, debiendo emplearlo para hacer frente a las deudas que le acosaban. Monárquico convencido, Bauer no recibió de buen grado la instauración del nuevo régimen republicano. Durante estos años se centró más en actividades de las organizaciones judías y sionistas, empezando a pasar largas temporadas junto a los colonos judíos de Palestina. Participó en la fundación del Congreso Judío Mundial, en 1936. Durante la Dictadura franquista apoyó a Franco en el ámbito internacional, a cambio de que el régimen permitiese el funcionamiento de sinagogas en Madrid y Barcelona. En los años de posguerra fue profesor en la facultad de derecho de la Universidad Central e impartió clases. Falleció en Basilea en 1961.
Estuvo casado con Olga Gunzburg, que tuvo una gran amistad con Zenobia Camprubí.